# ۲ تا از تحت تعقیب‌های آمریکا (ترانه)
«۲ تا از تحت تعقیب‌های آمریکا» ترانه‌ای از رپر آمریکایی توپاک شکور از آلبوم همه نگاه‌ها به من (۱۹۹۶) است. این ترانه شامل آواز رپر اسنوپ داگ و با تهیه‌کنندگی دز دیلینجر است. این ترانه به عنوان تک‌آهنگ تبلیغاتی آلبوم و پس از آن برای بی-ساید تک‌آهنگ «چطور می‌خواهیش» آلبوم منتشر شد. «۲ تا از تحت تعقیب‌های آمریکا» در شماره ۴۶ جدول ترانه‌های آراندبی/هیپ هاپ ایرپلی مجلهٔ بیلبورد قرار گرفت.